# Jānis Kalnbērziņš
Jānis Kalnbērziņš (17 de septiembre de 1893, gobernación de Livonia, Imperio ruso-4 de febrero de 1986, Riga, RSS de Letonia, Unión Soviética) fue un político y estadista soviético que fue el primer secretario del Partido Comunista de la República Socialista Soviética de Letonia (líder ejecutivo de facto).

## Biografía
Nacido en una familia de clase trabajadora en la gobernación de Livonia, Kalnbērziņš se unió a los bolcheviques en 1917. Después de la derrota de la República Socialista Soviética de Letonia, se alistó en las filas de los Fusileros Letones Rojos y luchó contra las fuerzas blancas durante la Guerra Civil Rusa en el Frente Sur .
Desde 1925 participó activamente en el movimiento comunista clandestino de Letonia, pero regresó a la RSFSR en 1928. Se graduó de la Universidad Comunista de las Minorías Nacionales de Occidente en 1931 y del Instituto de Profesores Rojos en 1933.
Kalnbērziņš continuó el trabajo clandestino del partido en Letonia. Su esposa fue arrestada en 1937 durante la Gran Purga y sus hijos fueron enviados a un orfanato. Él mismo fue arrestado por las autoridades letonas en 1939 y condenado a una larga pena de prisión.
Después de que las tropas soviéticas entraron en Letonia en 1940, fue puesto en libertad y fue nombrado Primer Secretario del Partido Comunista de la República Socialista Soviética de Letonia de 1940 a 1949 y, al mismo tiempo, secretario del Comité en Riga. Durante la Segunda Guerra Mundial fue miembro del Consejo Militar del Frente Noroeste.
Fue miembro del Comité Central del Partido Comunista de la Unión Soviética de 1952 a 1971 y candidato a miembro del Politburó del PCUS de 1957 a 1962. Fue diputado del Sóviet Supremo de la URSS en las convocatorias 1-7, y miembro del Presídium del Sóviet Supremo de 1950 a 1954.
Después de la derrota de la facción Nacional Comunista del Partido Comunista de la RSSL en 1959, fue destituido de su cargo de primer secretario en mayo de 1959. En noviembre de 1959 fue nombrado presidente del Presídium del Sóviet Supremo de la República Socialista Soviética de Letonia.
Kalnbērziņš se jubiló en 1970 por decisión del Consejo de Ministros de la URSS y recibió una pensión personal.
Murió en 1986 a los 92 años y fue enterrado en el cementerio Rainis de Riga.